# التاريخ التطوري للحياة
يتتبع التاريخ التطوري للحياة على كوكب الأرض العمليات التي تطورت من خلالها كلًا من الكائنات الحية والكائنات الحية الأحفورية منذ ظهور الحياة على كوكب الأرض حتى الوقت الحاضر. تكونت الأرض منذ حوالي 4.5 مليار سنة ويشير الدليل إلى أن الحياة ظهرت قبل 3.7 مليار سنة. تشير أوجه التشابه بين جميع أنواع الكائنات الحية المعروفة في الوقت الحاضر أنها اختلفت بشكل كبير من خلال عملية التطور من سلف مشترك. تشير التقييمات إلى أن أكثر من 99% من جميع الأنواع -تصل إلى أكثر من خمسة مليارات نوع- التي عاشت على كوكب الأرض قد انقرضت؛ كما توضح أيضًا إلى أن عدد الأنواع الأرضية الحالية تتراوح من 10 إلى 14 مليونًا، منها حوالي 1.9 تم تعيين أسمائها، و1.6 مليون تم توثيقها في قاعدة البيانات المركزية حتى الآن.
يعود الدليل الأقدم على الحياة لعلامات كربونية حيوية المنشأ وأحفورات ستروماتوليت مُكتشفة في صخور متحوّلة رسوبية غربي غرينلاند، وفي عام 2015 وُجدت بقايا محتملة لحياة حيوية المنشأ في صخور عمرها 1.4 بليون عام غربي أستراليا، وفي آذار/مارس عام 2017، أُبلغ عن دليل مُفترض على ما يُحتمل أن يكون أقدم أشكال الحياة على الأرض، وذلك على هيئة كائنات دقيقة أحفورية عُثر عليها في رواسب لمنفس مائي حراري في حزام نوفواجيتوك في كيبيك التابعة لكندا، وقُدّر أنها عاشت منذ 4.28 بليون عام، بعد تشكل المحيطات منذ 4.4 بليون عام وتشكل الأرض منذ 4.54 بليون عام بفترة وجيزة.
اعتُبرت الحصائر الميكروبية المتألفة من جراثيم وعتائق (جراثيم قديمة) متعايشة الشكل المسيطر للحياة في الدهر السحيق المبكر، ويُعتقد أن العديد من الخطوات الرئيسية في التطور المبكر قد جرى في هذه البيئة، وقد أدّى تطور التخليق الضوئي منذ حوالي 3.5 مليار عام لتراكم مخلفاته من الأكسجين في الجو، ما مهّد لحدث الأكسجة الكبير الذي بدأ منذ حوالي 2.4 مليار عام.
ويعود الدليل الأسبق على وجود حقيقيات النوى (والتي تمتلك خلايا معقدة فيها عضيّات) لـ1.85 مليار عام فائت، وعلى الرغم من تواجدها قبل ذلك، فإن تنوعها قد تسارع منذ أن بدأت باستخدام الأكسجين في استقلابها، ومن ثم بدأت الكائنات الحية متعددة الخلايا بالظهور منذ حوالي 1.7 مليار عام، وامتلكت خلايا متمايزة تقوم بوظائف نوعية.
ويُعتبر التكاثر الجنسي، والذي يتضمن انمداج الخلايا الجنسية الذكرية والأنثوية (الأعراس) مع بعضها لتشكيل بيضة ملقحة في عملية تُدعى بالإخصاب، الطريقة الرئيسية للتكاثر لدى الغالبية العظمى من الكائنات الحية المجهرية، بما فيها جميع حقيقيات النوى تقريباً (متضمنةً النباتات والحيوانات)، وذلك على عكس التكاثر اللاجنسي، ولكن يبقى أصل التكاثر الجنسي وتطوره أحجية بالنسبة لعلماء الأحياء، رغم تطوره بالفعل من سلف مشترك كان عبارة عن نوع وحيد الخلية وحقيقي النواة، علماً أن ثنائيات التناظر، أي الحيوانات التي تمتلك جانباً أمامياً وآخر خلفياً، قد ظهرت منذ ما يقارب 555 مليون سنة.
من جهة أخرى تعود أولى النباتات البرية المعقدة لما يقارب 850 مليون عام مضى، من نظائر الكربون في صخور العصر ما قبل الكامبري، بينما وُجدت النباتات البرية عديدة الخلايا والمشابهة للطحالب قبل ذلك، فيعود تاريخها لحوالي بليون عام مضى، بيد أن الأدلة تقترح تشكّل الكائنات الحية الدقيقة في الأنظمة البيئية الأرضية الأقدم منذ حوالي 2.7 مليار عام على الأقل.
ويُعتقد أن الكائنات الحية الدقيقة قد مهّدت الطريق لبدء ظهور النباتات البرية في العصر الأوردوفيشي، وقد كانت النباتات البرية بدورها ناجحة لدرجة اعتُقد فيها بأنها ساهمت في حدث الانقراض الديفوني المتأخر، فيبدو أن سلسلة المسببات الطويلة لذلك تتضمن نجاح سرخس الأشجار العتيق المبكر في تخفيض مستويات ثنائي أوكسيد الكربون، ما أدى لتبريد عالمي وانخفاض مستويات مياه البحر، وتبنّي جذوره تطوير التربة الذي أدّى لتجوية متزايدة للصخور، بالإضافة إلى النضوب اللاحق للمواد المغذية، فربما تضافرت العوامل السابقة لتحرّض انتشار الطحالب الذي أدّى إلى حوادث نقص الأوكسجين في الماء، والتي سببت بدورها انقراض أشكال الحياة البحرية، إذ كانت هذه الأنواع أولى ضحايا الانقراض الديفوني المتأخر.)
ظهرت الحيويات الإدياكارية خلال العصر الإدياكاري، بينمت نشأت الفقاريات، إلى جانب معظم الشعب الحديثة الأخرى منذ حوالي 525 مليون عام خلال الانفجار الكامبري، أما أثناء العصر البرمي، فهيمنت مندمجات الأقواس، بما فيها أسلاف الثديات، على الأراضي البرية، ولكن معظم هذه المجموعة قد انقرض في حدث الانقراض البرمي الثلاثي منذ 252 مليون عام مضى، وقد أصبحت الآركوصورات أثناء التعافي من هذه الكارثة أكثر الفقاريات توافراً على الأرض، وقد هيمنت مجموعة منها، وهي الديناصورات، على العصرين الجوراسي والطباشيري، وبعدما قضت حادثة الانقراض الطباشيري الثلاثي منذ 66 مليون عام مضى على الديناصورات غير الطيرية، تزايدت الثديات بالحجم والتنوع بسرعة، وبالتالي لربما سارعت انقراضات جماعية كهذه من تطور الأنواع بتأمين فرص لمجموعات الكائنات الحية الجديدة بالتنوع.

## أقدم تاريخ للأرض
يبلغ عمر أقدم قطعة من نيزك موجودة على الأرض حوالي 4.54 مليار سنة، وهذا قد وضع العمر التقديري للأرض في ذلك الوقت. يمتلك القمر نفس تكوين قشرة الأرض ولكنه لا يحتوي على لُب غني بالحديد مثل لُب الأرض. يعتقد العديد من العلماء أنه بعد حوالي 40 مليون سنة من تكوين الأرض قد اصطدم بجسم بحجم المريخ ليلقى بجسم صخري في المدار ليتكون القمر. هناك فرضية أخرى وهي أن الأرض والقمر أخذا في الاندماج في نفس الوقت ولكن الأرض -التي تتمتع بجاذبية أقوي بكثير من جاذبية القمر- جذبت كل جسيمات الحديد في المنطقة تقريبًا.
تشير الأدلة أن القمر قد عانى في الفترة من 4 إلى 3.8 مليار سنة من قصف ثقيل بسب الحطام الذي خلفه تكوين النظام الشمسي، وكان ينبغي أن تكون الأرض قد تعرضت لقصف أكثر قوة بسبب جاذبيتها الأقوى.

## الدليل المبكر للحياة على الأرض
الكائنات الحية التي تم التعرف عليها في وقت مبكر كانت دقيقة وتبدو الأحافير الخاصة بها وكأنها قضبان صغيرة يصعب جدًا التمييز بينها وبين البِنية التي تنشأ من خلال العمليات الفيزيائية اللاأحيائية. أقدم دليل متنازع عليه للحياة على الأرض يُفسر على أنه بكتيريا متحجرة تعود إلى 3 مليارات سنة، وهناك اكتشافات أخرى في الصخور تعود إلى حوالي 3.5 مليار سنة قد تم تفسيرها على أنها بكتيريا.
الأدلة الجيوكيميائية يبدو أنها تشير أيضًا لوجود الحياة منذ 3.8 مليار سنة، ومع ذلك تم العثور على العمليات غير البيولوجية التي يمكن أن تنتج كل توقعات الحياة التي تم الإبلاغ عنها.

## نشأة الحياة على الأرض
يعتقد علماء الأحياء أن جميع الكائنات الحية على الأرض يجب أن تتشارك في سلف شامل أخير واحد لأنه من المستحيل علميًا أن اثنين أو أكثر من الأنساب المختلفة يمكن أن يكونا قد طوروا بشكل مستقل العديد من الآليات البيوكيميائية المعقدة لجميع الكائنات الحية.

### النشأة المستقلة على الأرض
ترتكز الحياة على الأرض إلى الكربون والمياه.
```
يوفر 
الكربون
 إطارات ثابتة للمواد الكيميائية المعقدة ويمكن استخلاصه بسهولة من البيئة خاصةً 
ثاني أكسيد الكربون
.
[
44
]
 لا يوجد عنصر كيميائي آخر له خصائص مشابهة للكربون بدرجة كافية ليسمى نظيره، 
فالسليكون
 -وهو العنصر الموجود أسفل الكربون مباشرةً في 
الجدول الدوري
- لا يشكل كثيرًا من الجزيئات المستقرة المعقدة، ولأن مركباته غير قابلة للذوبان في الماء سيكون من الصعب على الكائنات الحية استخلاصه. عنصر 
البورون
 
والفوسفور
 لهما كيمياء أكثر تعقيدًا ولكنهما يعانيان من قيود أخرى مرتبطة بالكربون.
```

الماء هو مذيب ممتاز وله خصائص أخرى مفيدة فحقيقة أن القطع الجليدية تطفو تمكن الكائنات الحية من البقاء تحتها في الشتاء، كما تحتوي جزيئاتها على شحنات كهربية موجبة وسالبة تمكنها من تشكيل نطاق أوسع من المركبات أكثر مما يمكن للمذيبات الأخرى تشكيله. المذيبات الجيدة الأخرى مثل الأمونيا تكون سائلة فقط في درجات الحرارة المنخفضة جدًا لدرجة أن التفاعلات الكيميائية قد تكون بطيئة للغاية للحفاظ على الحياة وتفتقر إلى المزايا الأخرى التي تتمتع بها المياه، ومع ذلك يمكن أن تكون الكائنات الحية المستندة إلى كيمياء حيوية افتراضية ممكنة على كواكب أخرى.
تركز الأبحاث القائمة حول كيفية ظهور الحياة من المواد الكيميائية غير الحية على ثلاث نقاط محتملة:
- التكرار الذاتي.. وهوقدرة الكائن على إنتاج نسل مشابه لنفسه تمامًا.
- الأيض.. وهو قدرة الكائن على إطعام وإصلاح نفسه.
- الأغشية الخلوية الخارجية.. وهي التي تسمح بدخول الأغذية، وخروج المواد الضارة، وتستبعد المواد غير المرغوب فيها.[47]

### النسخ المتماثل الأول: الحمض النووي الريبوزي
حتى أبسط الأعضاء في نظام النطاقات الثلاث يستخدمون الحمض النووي الريبوزي منقوص الأكسجين(دنا) لتسجيل الذاكرة الوراثية، ومجموعة معقدة من جزيئات الدنا والبروتين لقراءة هذه التعليمات واستخدامها للنمو والإصلاح والتكرار الذاتي؛ كما أدى اكتشاف كون أن بعض جزيئات الحمض النووي الريبوزي(آر أن إيه) يمكن أن تحفز كلًا من النسخ المتماثل الخاص بهم وبناء البروتينات إلى افتراض أشكال الحياة السابقة المستندة كليًا على الحمض النووي الريبوزي. كان من الممكن أن تكون إنزيمات الحمض النووي الريبوزي(الرايبوزيمات) هذه قد كونت فرضية عالم الـحمض النووي الريبوزي والتي تنص بأنه كان هناك أفراد ولكن ليس هناك أنواع، حيث أن الطفرات والتحويلات الجينية كانت تعني أنه من المرجح أن يكون للنسل في كل جيل جينات مختلفة عن تلك الموجودة في آبائهم. في وقت لاحق تم استبدال الحمض النووي الريبوزي بالحمض النووي الريبوزي منقوص الأكسجين لأنه أكثر استقرارًا، وبالتالي يمكن بناء مجموعات وراثية أطول وتوسيع نطاق القدرات التي يمكن للكائن الحي الواحد أن يمتلكها.
بالرغم من أن جزيئات الحمض النووي آر أن إيه القصيرة والمتماثلة ذاتيًا قد تم إنتاجها صناعيًا في المختبر، فقد أُثيرت الشكوك حول المكان الذي يمكن أن يحدث فيه تخليق طبيعي وغير بيولوجي للـ آر أن إيه.

### الأيض: فرضية عالم الحديد والكبريت
أظهرت سلسلة من التجارب التي بدأت في عام 1997 أن المراحل المبكرة في تكوين البروتينات من المواد غير العضوية بما في ذلك أول أكسيد الكربون وكبريتيد الهيدروجين يمكن تحقيقها باستخدادم كبريتيد الحديد وكبريتيد النيكل كمحفزات.
تتطلب معظم درجات الحرارة المطلوبة للخطوات 100 درجة مئوية وضغوط معتدلة، على الرغم من أن مرحلة واحدة تتطلب 250 درجة مئوية وضغط يعادل ذلك الموجود تحت 7 كيلومترات من الصخور؛ ومن هنا اقترح أن تكوين التكيف الذاتي للبروتينات يمكن أن يحدث بالقرب من الفتحات الحرارية المائية.

### فرضية الصلصال
الحمض النووي الريبوزي معقد وهناك شكوك حول ما إذا كان يمكن إنتاجه في البرية بطريقة غير بيولوجية. بعض الصلصال -لاسيما المونتموريلونيت- لها خصائص تجعلها مُعجلات معقولة لظهور آر أن إيه؛ فهي تنمو عن طريق التكرار الذاتي لنمطها البلوري حيث تخضع لنظرية الانتقاء الطبيعي، فأنواع الصلصال التي تنمو أسرع في بيئة معينة تصبح سائدة بسرعة ويمكنها تحفيز تكوين جزيئات آر أن إيه. بالرغم من أن هذه الفكرة لم تلقى الإجماع العلمي، إلا أنها مازالت تتمتع بدعم نشط.

### الحياة من مكان آخر
لا توضح فرضية «التبذر الشامل» كيف نشأت الحياة في المقام الأول، ولكنها ببساطة تدرس إمكانية ظهورها من مكان آخر غير الأرض. تعود فكرة أن الحياة على الأرض جاءت من أماكن أخرى في الكون على الأقل إلى الفيلسوف اليوناني أناكسيماندر في القرن السادس قبل الميلاد. تم اقتراحها في القرن العشرين من قِبل الكيميائي الفيزيائي سفانت أرهنيوس، ومن قِبل علماء الفلك فريد هويل وشاندرا ويكراماسينغ، وعالم الأحياء الجزيئي فرانسيس كاريك، والكيميائي ليسلي أورغل.
قد تكون الحياة جاءت من مكان آخر في نظامنا الشمسي عن طريق شظايا تبعثرت في الفضاء بواسطة نيزك كبير، وفي هذه الحالة فإن المصادر المعقولة هي المريخ والزهرة؛ أو من مكان خارج المجموعة الشمسية ولكن بالوسائل الطبيعية.
أثبتت التجارب في مدار الأرض المنخفض أن بعض جراثيم البوغ يمكن أن تنجو من صدمة قذفها في الفضاء، ويمكن أن تنجو من التعرض لإشعاع الفضاء الخارجي لمدة 5.7 سنة على الأقل. ينقسم العلماء حول احتمالية الحياة الناشئة بشكل مستقل على المريخ، أو على الكواكب الأخرى في مجرتنا.

## التأثير البيئي والتطوري للحصائر الميكروبية
الحصائر الميكروبية هي مستعمرات متعددة الطبقات ومتعددة الأنواع من البكتيريا والكائنات الحية الأخرى التي لا يزيد سمكها عن بضعة مليمترات إلا أنها لا تزال تحتوي على نطاق واسع من البيئات الكيميائية، كل منها يؤيد مجموعة مختلفة من الكائنات الدقيقة. إلى حد ما، تشكل كل حصيرة سلسلتها الغذائية الخاصة حيث أن المنتجات الثانوية لكل مجموعة من الكائنات الحية الدقيقة تعمل بشكل عام كغذاء للمجموعات المتجاورة.
الستروماتوليت هي دعائم شُيدت على أساس أن الكائنات الحية الدقيقة في الحصائر تهاجر ببطء إلى الأعلى لتتجنب خنقها بالرواسب المترسبة عليها بالماء. كان هناك جدل قوي حول صحة الحفريات المزعومة من قبل 3 مليارات سنة، وكان النقاد يناقشون ان مايسمى بالستروماتوليت يمكن أن تكون تشكلت من خلال العمليات غير البيولوجية. وفي عام 2006، تم الإبلاغ عن اكتشاف آخر للستروماتوليت في نفس المكان في أستراليا، في صخور مؤرخة إلى 3.5 مليار سنة.
في الحصائر الحديثة تحت الماء، تتكون الطبقة العليا غالباً من البكتيريا الزرقاء الضوئية التي تخلق بيئة غنية بالأكسجين، في حين أن الطبقة السفلية خالية من الأكسجين وغالباً ما يهيمن عليها كبريتيد الهيدروجين المنبعث من الكائنات الحية التي تعيش هناك. تشير التقديرات إلى أن ظهور التمثيل الضوئي بالأكسجين من قبل البكتيريا في الحصائر أدى إلى زيادة الإنتاجية البيولوجية بعامل يتراوح بين 100 و 1000، وأن العامل المختزل المستخدم في عملية التركيب الضوئي الأكسجينى هو الماء، وهو أكثر وفرة بكثير من عوامل الاختزال المنتجة جيولوجياً التي تتطلبها عملية التمثيل الضوئي غير الأكسجينية السابقة؛ من هذه النقطة فصاعدًا، أنتجت الحياة نفسها الكثير من الموارد التي تحتاجها أكثر من العمليات الجيوكيميائية. يعتبر الأكسجين سام للكائنات التي لا تتكيف معه، ولكنه يزيد بشكل كبير من كفاءة التمثيل الغذائي للكائنات المتكيفة معه.
أصبح الأكسجين مكونًا مهمًا في الغلاف الجوي للأرض منذ حوالي 2.4 مليار سنة؛ وعلى الرغم من أن حقيقيات النواة قد تكون موجودة في وقت مبكر، إلا أن الأكسجين في الغلاف الجوي كان شرطًا أساسيًا لتطور أكثر الخلايا حقيقية النواة تعقيدًا، والتي من خلالها تم بناء جميع الكائنات متعددة الخلايا. كانت الحدود بين الطبقات الغنية بالأكسجين والخالية من الأكسجين في الحصائر الميكروبية قد ارتفعت عند إغلاق التمثيل الضوئي في الليل، ثم تهبط عند استئنافها في اليوم التالي. كان من شأن هذا أن يخلق ضغط تطوري للكائنات الحية في هذه المنطقة الوسيطة لاكتساب القدرة على تحمل الأكسجين ثم استخدامه، ربما عن طريق التعايش الداخلي حيث يعيش كائن حي داخل آخر ويستفيد كلاهما من ارتباطهما.

## تنويع حقيقيات النواة

### الكروماتين، والنواة، ونظام الأغشية الداخلية، والميتوكوندريا
قد تكون حقيقيات النواة موجودة منذ فترة طويلة قبل تواجد الأكسجين في الغلاف الجي، ولكن معظم حقيقيات النواة الحديثة تتطلب أكسجين لتستخدمه الميتوكوندريا لتعزيز إنتاج الأدينوزين ثلاثي الفوسفات، وإمداد جميع الخلايا المعروفة بالطاقة الداخلية.
هناك جدل حول متى ظهرت حقيقيات النواة لأول مرة، وقد يشير وجود مادة الستيرانيز في الطفل الصفحي الأسترالي إلى أن حقيقيات النواة موجودة منذ 2.7 مليار سنة. ومع ذلك، خلصت إحدى التحليلات عام 2008 إلى أن هذه المواد الكيمائية وُجدت في الصخور التي يقل عمرها عن 2.2 مليار سنة ولا تثبت شيئًا عن أصول حقيقة النواة. تم الإبلاغ عن طحالب في صخور يبلغ عمرها 1.85 مليار سنة، كما تم العثور على مجموعة متنوعة من الطحالب الأحفورية في الصخور مؤرخة بين 1.5 و 1.4 مليار سنة. أقدم أحافير معروفة للفطريات تعود إلى 1.43 مليار سنة.

### البلاستيد
يُعتقد أن البلاستيدات قد نشأت من البكتريا الزرقاء المتعادلة.

## التكاثر الجنسي والكائنات متعددة الخلايا

### تطور التكاثر الجنسي
الخصائص المميزة للتكاثر الجنسي في حقيقيات النواة هي الانقسام المنصف والتخصيب. هناك الكثير من إعادة التركيب الجيني في هذا النوع من التكاثر، حيث يتلقى النسل 50% من جيناته من كل والد؛ على عكس التكاثر اللاجنسي الذي لا يشمل إعادة تركيب. تتبادل البكتريا الحمض النووي عن طريق الاقتران البكتيري، وتشمل فوائده مقاومة المضادات الحيوية والسموم الأخرى، والقدرة على استخدام طرق أيض جديدة. ومع ذلك، فإن الاقتران ليس وسيلة للتكاثر ولا يقتصر على أعضاء من نفس النوع، حيث هناك حالات تنقل فيها البكتريا الحمض النووي للنباتات والحيوانات.
من ناحية أخرى، يكون التحول البكتيري هو تكيف لنقل الحمض النووي بين البكتريا من نفس النوع، ويعتبر عملية معقدة تشمل منتجات العديد من الجينات البكتيرية. تحدث هذه العملية بشكل طبيعي فيما لا يقل عن 67 نوعًا من الكائنات بدائية النواة، وقد يكون التكاثر الجنسي في حقيقيات النواة قد تطور من التحول البكتيري.
تقترح فرضية الملكة الحمراء أن التكاثر الجنسي يوفر الحماية ضد الطفيليات، لأنه من الأسهل للطفيليات أن تطور وسائل التغلب على دفاعات الاستنساخ المطابقة جينيًا من تلك الأنواع الجنسية التي تقدم أهدافًا متحركة، وهناك بعض الأدلة التجريبية حول هذا. ومع ذلك، لا يزال هناك شك حول ما إذا كانت ستشرح بقاء الأنواع الجنسية في حالة وجود أنواع استنساخ مماثلة، حيث أن إحدى الحيوانات المستنسخة قد تنجو من هجمات الطفيليات لفترة تكفي للتخلص من الأنواع الجنسية.

### تعدد الخلايا
تطور تعدد الخلايا بشكل مستقل في الكائنات المختلفة مثل الإسفنجيات، والفطريات، والنباتات، والطحالب البنية، والبكتريا الزرقاء، والعفن الغروي، والجرثومة المخاطية.
قد تشمل المزايا الأولية لتعدد الخلايا على مشاركة أكثر فاعلية للمواد المغذية التي يتم هضمها خارج الخلية، ومقاومة متزايدة لمحاولات الافتراس، والقدرة على مقاومة التيارات من خلال التعلق بسطح ثابت، والقدرة على الوصول إلى أعلى من أجل الحصول على ضوء الشمس لعملية التمثيل الضوئي، والقدرة على خلق بيئة داخلية تعطي الحماية ضد البيئة الخارجية، وإعطاء الفرصة لمجموعة من الخلايا لتتصرف بذكاء من خلال تبادل المعلومات. من شأن هذه الميزات أن توفر أيضًا فرصًا للكائنات الحية الأخرى من أجل التنويع، وذلك من خلال خلق بيئات أكثر تنوعًا من الحصائر الميكروبية المسطحة.
تعدد الخلايا مع تمايزها مفيد للكائن الحي ككل ولكنه غير ملائم من وجهة نظر الخلايا الفردية، والتي يفقد معظمها الفرصة لإعادة إنتاج نفسها. في الكائن متعدد الخلايا اللاجنسي، يمكن للخلايا التي تحتفظ بالقدرة على التكاثر أن تختزل الكائن الحي إلى كتلة من الخلايا غير المتباينة، ولكن التكاثر الجنسي يزيل هذه الخلايا من الجيل القادم، وبالتالي يبدو أنه شرط أساسي لتعدد الخلايا.

### الأدلة الأحفورية
إن الأحافير النباتية في فرنسا -والتي تعود إلى 2.1 مليار سنة- هي أقدم الكائنات الأحفورية ومتعددة الخلايا المعروفة، وقد يكون لديها خلايا متمايزة. هناك أحافير آخرى متعددة الخلايا -كوينجشانيا- مؤرخة إلى 1.7 مليار سنة، ويبدو أنها تتكون من خلايا متطابقة. وتعتبر الطحالب الحمراء المسماة بانجيومورفا -المؤرخة إلى 1.2 مليار سنة- هي أول كائن حي معروف لديه خلايا متمايزة ومتخصصة.

## ظهور الحيوانات
الحيوانات عبارة عن حقيقيات نواة متعددة الخلايا، وتتميز عن النباتات والطحالب والفطريات بوجود جدار خلوي، وتعتبر جميع الحيوانات متحركة في مراحل معينة من الحياة.
جميع الحيوانات باستثناء الإسفنجيات لها أجسام متباينة لأنسجة منفصلة، بما في ذلك العضلات التي تحرك أجزاء من الحيوان عن طريق انقباضها، بالإضافة إلى الأنسجة العصبية التي تنقل وتعالج الإشارات.

## استعمار الأرض
يمثل التكيف مع الحياة على الأرض تحديًا كبيرًا، حيث تحتاج جميع الكائنات البرية إلى تجنب الجفاف، ويجب على جميع الكائنات ذات الحجم فوق المجهري إنشاء هياكل خاصة لمقاومة الجاذبية؛ كما يجب أن تتغير أنظمة التنفس وتبادل الغازات؛ ويجب على الأجهزة التناسلية ألا تعتمد على الماء لحمل البيض والحيوانات المنوية تجاه بعضها البعض.
في مايو 2017، ربما تم العثور على أدلة لأقدم أشكال الحياة المعروفة على الأرض والمتمثلة في الجريسيت الذي يبلغ عمره 3.48 مليار عام، وغيره من الرواسب المعدنية ذات الصلة –التي توجد غالبًا حول الينابيع الساخنة والفوارات الحارة- التي اكتُشفت في بيلبارا كراتون بغرب أستراليا.

### تطور مضادات الأكسدة الأرضية
الأكسجين هو مؤكسد قوي نتج تراكمه في الغلاف الجوي للأرض نتيجة تطور عملية التمثيل الضوئي للبكتريا الزرقاء لأكثر من 3 مليارات سنة، والتي كانت أكثر الكائنات البدائية تخليقًا للأكسجين.
عندما بدأت النباتات والحيوانات في دخول الأنهار والهبوط على بعد حوالي 500 متر، كان النقص البيئي لمضادات الأكسدة المعدنية البحرية يمثل تحديًا لتطور الحياة الأرضية. قامت النباتات الأرضية بتحسين إنتاج مضادات الأكسدة ذاتية النمو ببطء مثل حمض الأسكوربيك والبوليفينول والفلافونويدات والتوكوفيرول وغيرهم؛ في الواقع، تطورت كاسيات البذور –النوع السائد من النباتات اليوم- ومعظم أصباغها خلال فترة العصر الجوارسي المتأخر، وتستخدم النباتات مضادات الأكسدة للدفاع عن هياكلها ضد أنواع الأكسجين التفاعلية التي تنتج أثناء عملية البناء الضوئي؛ وتتعرض الحيوانات لنفس المواد المؤكسدة، وقد طورت أنظمة مضادات أكسدة إنزيمية ذاتية النمو.

### تطور التربة
قبل استعمار الأرض، لم تكن التربة ومجموعة الجزيئات المعدنية والمواد العضوية المتحللة موجودة، قد تكون الأسطح الأرضية إما صخرة عارية أو رمال غير مستقرة تنتج عن التجوية. في شبه الجزيرة الكمبودية بنبلين في السويد، يبلغ الحد الأقصى لعمق الكاولين المتكون عن طريق التجوية في حقبة الطلائع الحديثة حوالي 5 أمتار، وعلى النقيض من ذلك فإن رواسب الكاولين المطورة في حقبة الحياة الوسطى أكثر كثافة.
تم العثور على أفلام من البكتيريا الزرقاء التي ليست نباتات ولكن تستخدم نفس آليات التمثيل الضوئي والتي وجدت في الصحارى الحديثة، وفقط في المناطق غير المناسبة للنباتات الوعائية؛ هذا يشير إلى أن الحصائر الميكروبية قد تكون أول كائنات حية تستعمر الأراضي الجافة، وربما في منطقة ماقبل الكمبري. يمكن أن تكون البكتريا الزرقاء المتكونة قد طورت تدريجيًا قدرتها على مقاومة الجفاف لأنها امتدت من البحار إلى مناطق المد والجزر ثم إلى الأرض. كان تطور التربة بطيئًا للغاية حتى ظهور حيوانات حفرية، والتي تمزج المكونات المعدنية والعضوية للتربة والتي يعد برازها مصدرأ رئيسيًا للمكونات العضوية.

### اللافقاريات البرية
كان على الحيوانات تغيير أنظمة التغذية والإفراز، ومعظم الحيوانات البرية طورت الإخصاب الداخلي لبيضها. الفرق في معامل الانكسار بين الماء والهواء يتطلب تغيرات في أعينهم. من ناحية أخرى، أصبحت الحركة والتنفس أسهل من بعض النواحي، وشجع نقل الأصوات عالية التردد في الهواء على تطوير السمع. أقدم حيوان معروف يتنفس الهواء هو نيوموديسموس نيوماني، وهو من الحيوانات ألفية الأرجل من العصر السيلوري الأوسط. يتضح طبيعته الأرضية المتنفسة للهواء من خلال وجود متنفسات وفتحات لأنظمة القصبة الهوائية. ومع ذلك، تُفسر بعض الآثار الحفرية القديمة من الحدود الكبري- الأوردوفيكية منذ حوالي 490 مليار سنة على أنها مسارات مفصلية برمائية كبيرة على الكثبان الرملية الساحلية.

### كاسيات البذور
ظهرت أول نباتات كاسيات البذور منذ حوالي 130 مليار سنة، ويفوق عدد نباتات كاسيات البذور من 250000 إلى 400000 نوعًا من جميع النباتات الأرضية مجتمعة، وهي الغطاء النباتي السائد في معظم الأنظمة الأيكولوجية الأرضية. هناك أدلة أحفورية على أن نباتات كاسيات البذور تنوعت بسرعة في العصر الطباشيري المبكر، وأن انتشارها مرتبط بوجود حشرات التلقيح. يُعتقد أن ماغنوليا هي القريبة من السلف المشترك للمجموعة من بين نباتات كاسيات البذور الحديثة.

## البشر
اقترح روبرت تشامبرز عام 1844 فكرة أنه بجانب أشكال الحياة الأخرى، فإن البشر أيضًا تطوروا من أسلاف قديمة ومشتركة، وتناول هذه الفكرة تشارلز داروين عام 1871. تطور البشر المعاصرون من سلالة من القرود التي تسير بشكل مستقيم، والتي تم تتبعها منذ أكثر من 6 (مليون )عام حتى إنسان الساحل التشادي. كان لدى أول فصيلة إنسانيات أدمغة بحجم أدمغة الشمبانزي، ولكن كانت هناك زيادة أربعة أضعاف في أخر 3 (مليون) سنة؛ يشير التحليل الإحصائي إلى أن أحجام دماغ فصيلة الإنسانيات تعتمد بشكل كامل تقريبًا على تاريخ الحفريات، في حين أن الأنواع التي تم ذكرها لها تأثير طفيف فقط. هناك نقاش طويل الأمد حول ما إذا كان الإنسان المعاصر قد تطور من جميع أنحاء العالم في وقت واحد من فصيلة الإنسانيات المتطورة أو هم من سلالة واحدة صغيرة من سكان إفريقيا والتي هاجرت بعد ذلك في جميع أنحاء العالم قبل أقل من 200000 سنة واستبدلوا فصيلة الإنسانيات السابقة. كما يدور النقاش حول ما إذا كان للبشر المعاصرين حداثة سلوكية فكريًا وثقافيًا قبل أقل من 100000 عام، وإذا كان الأمر كذلك، فماذا إذا كان هذا بسبب التغيرات العصبية غير المرئية في الحفريات.

## الانقراضات الجماعية
عانت الحياة على الأرض من انقراض جماعي في بعض الأحيان على الأقل منذ عام 542 مليون سنة. على الرغم من أنها كانت كوارث في ذلك الوقت، فقد أدت الانقراضات الجماعية في بعض الأحيان إلى تسريع تطور الحياة على الأرض. عندما تنتقل هيمنة منافذ بيئية معينة من مجموعة من الكائنات إلى أخرى، يكون ذلك بسبب أن المجموعة الجديدة متفوقة على القديمة، وعادة لأن حدث الانقراض يلغي المجموعة المهيمنة القديمة ويمهد الطريق لمجموعة جديدة.
يبدو أن السجل الأحفوري يظهر أن الفجوات بين الانقراضات الجماعية أصبحت أطول، وأن معدلات الانقراض تتناقص؛ ويمكن تفسير هذه الظاهرة بطريقة أو بأكثر.ربما أصبح الأكسجين الذائب أكثر انتشارًا في أعماق أكبر، وربما أدى تطور الحياة على الأرض إلى الحد من تدفق المواد الغذائية وبالتالي خطر التخثث واستحداث الأكسجين؛ وأصبحت النظم الإيكولوجية البحرية أكثر تنوعًا بحيث تقل احتمالية تعطل سلاسل الغذاء.
الأشنيات، وهي مجموعة تكافلية من الفطريات، وواحدة أو أكثر من الكائنات ذات التمثيل الضوئي، كما أنها مستعمرات مهمة لبيئات لا حياة لها، ولها قدرة على تحطيم الصخور، وتسهم في تكوين التربة في الحالات التي لا تستطيع فيها النباتات البقاء على قيد الحياة.